# Доходный дом А. Э. Мейснера
Дохо́дный до́м А. Э. Ме́йснера — историческое здание в Санкт-Петербурге. Расположен в Петроградском районе города по адресу Ждановская набережная, дом № 9. Построен в 1903—1904 годах по проекту архитектора А. И. Стюнкеля в стиле, близком к северному модерну. Объект культурного наследия России регионального значения.

## История
Участок, на котором располагается современный дом № 9, в 1899 году принадлежал купцу 1-й гильдии Александру Эвальдовичу Мейснеру — владельцу «фирмы фотографических товаров», члену гоночной команды Невского яхт-клуба, попечительского совета детского приюта принца П. Г. Ольденбургского и Императорского Российского общества рыболовов и рыбоводов. Первоначально на участке предполагалось построить трёхэтажный склад. Однако в 1903 году Мейснер заказал своему зятю, гражданскому инженеру А. И. Стюнкелю проект доходного дома. Строительство четырёхэтажного каменного здания с мансардой-прачечной и лифтом велось в 1903—1904 годах. С 1904 по 1917 годы в этом доме жил сам автор проекта А. И. Стюнкель.
В 1935 году на первых этажах здания располагался детский очаг (детский сад) № 28. В годы Великой Отечественной войны дом не получил существенных повреждений и сохранился до наших дней без перестроек. В настоящее время используется как многоквартирный жилой дом.
В 2001 году дом Мейснера был включен в список вновь выявленных объектов культурного наследия под номером 1213. В 2019 году здание вошло в перечень 255 многоквартирных домов — памятников архитектуры с особо сложными фасадами, которые предполагается отреставрировать по программе КГИОП «Наследие». В феврале 2023 года дом Мейснера был включен в Единый государственный реестр объектов культурного наследия (памятников истории и культуры) народов Российской Федерации в качестве памятника архитектуры регионального значения.
В августе 2024 года начался судебный процесс, инициированный КГИОП с целью обеспечения сохранности дома А. Э. Мейснера, которому грозит опасность разрушения в связи с проектом строительства на соседнем участке многоэтажного жилого комплекса.

## Архитектура
Доходный дом Мейснера состоит из лицевого четырёхэтажного корпуса по Ждановской набережной и примыкающего к нему перпендикулярно четырёхэтажного дворового флигеля с мансардным этажом. Лицевое здание отличается оригинальностью и индивидуальностью форм, колористическим решением и применением характерных для модерна природных материалов — гранита и дерева. Первый этаж облицован грубо рустованным серым гранитом; крупные гранитные блоки создают визуальное впечатление непоколебимости и надёжности основания дома. В уровне второго-четвертого этажей фасад облицован гранитным «околом» (крошкой) более тёмного тона, что редко встречается в архитектуре Санкт-Петербурга и более характерно для финского национального романтизма. Обрамления и перемычки окон выполнены из тёсаного камня. Трёхгранные застеклённые эркеры, вентиляционные решетки и водосточные трубы на лицевом фасаде декорированы металлическими элементами. Воротный проезд и вход на парадную лестницу оформлены массивными арками, при этом вход находится в глубине арки, имеющей асимметричную форму со скошенной правой стороной, и напоминает вход в пещеру или грот. Фасад завершён лепным фризом с маскаронами в виде голов разгневанной Горгоны Медузы и датой постройки здания в картушах. Волосы-змеи горгон сплетаются в единый узор, заполняющий всё пространство между последним этажом дома и его карнизом. Этот фриз дополняет присущее образу дома ощущение загадочности и таинственности. Здание оборудовано лифтом с медной наклёпкой «Братья Грахамъ», сохранившимся до наших дней. В парадной лицевого фасада сохранились камины, а также подлинное декоративное остекление трёх окон промежуточных лестничных площадок. На площадке 2-3 этажа фрамужная часть окна закрыта цельным рифлёным стеклом — это редкий вариант остекления в петербургском доходном доме.